# Saade Vol. 2
Saade Vol. 2 — третий студийный альбом шведского певца Эрика Сааде, вышел 30 ноября 2011 года, на лейбле Roxy Recordings. Диск возглавил шведский альбомный чарт.

## Общие сведения
В мае 2011 года выяснилось, что Eric Saade собирается сделать альбом Saade в двух частях. А причина в том, что Саад сказал: "Я не хочу тратить слишком много песен на один альбом, поэтому я решил сделать из двух частей моего альбома Saade.
С 21 ноября по 29 ноября 2011 года, scandipop.co.uk выпустил превью песен. 27 Ноября 2011 Года wackymusiccrazy.org выпустил превью песни Explosive Love, Rocket Science and Fingerprints.
Альбом был номинирован на Scandipop Премии 2011 года в номинации «Лучший мужской альбом».

## Список композиций
| №   | Название                           | Длительность |
| --- | ---------------------------------- | ------------ |
| 1.  | «Sky Falls Down (featuring J-Son)» | 3:30         |
| 2.  | «Rocket Science»                   | 3:29         |
| 3.  | «Hotter Than Fire (featuring Dev)» | 3:21         |
| 4.  | «Love Is Calling»                  | 4:05         |
| 5.  | «Crashed on the Dance Floor»       | 3:36         |
| 6.  | «Explosive Love»                   | 3:22         |
| 7.  | «Backseat»                         | 3:32         |
| 8.  | «Feel Alive»                       | 4:21         |
| 9.  | «Fingerprints»                     | 3:41         |
| 10. | «Without You I'm Nothing»          | 5:50         |

## Синглы
Первый сингл альбома «Hotter Than Fire» был впервые выпущен 2 ноября 2011 года в Швеции. Это сотрудничество с американской певицей Dev. Песня достигла № 5 в Швеции.